# Sierra de las Quijadas nationalpark
Sierra de las Quijadas nationalpark (spanska: Parque Nacional Sierra de las Quijadas) är en nationalpark i provinsen San Luis, Argentina. Den instiftades 1991 och är 2005 uppsatt på Argentinas förhandslista (tentativa lista) till världsarv.
Terrängen runt Sierra de las Quijadas nationalpark är kuperad åt sydost, men åt nordväst är den platt. Terrängen runt Sierra de las Quijadas nationalpark sluttar brant västerut. Trakten runt Parque Nacional Sierra de las Quijadas är nära nog obefolkad, med mindre än två invånare per kvadratkilometer.. Det finns inga samhällen i närheten. 
Omgivningarna runt Sierra de las Quijadas nationalpark är i huvudsak ett öppet busklandskap.